# Yosuke Morishige
Yosuke Morishige (japanisch 森重 陽介 Morishige Yosuke; * 5. April 2004 in Fujisawa, Präfektur Shizuoka) ist ein japanischer Fußballspieler.

## Karriere
Yosuke Morishige erlernte das Fußballspielen in der Schulmannschaft der Nihon University Fujisawa High School. Seinen ersten Vertrag unterschrieb er am 1. Februar 2023 bei Shimizu S-Pulse. Der Verein aus Shimizu, einer Stadt in der Präfektur Shizuoka, spielt in der zweiten japanischen Liga. Sein Zweitligadebüt gab Yosuke Morishige am 26. Februar 2023 (2. Spieltag) im Auswärtsspiel gegen Fagiano Okayama. Bei dem 1:1-Unentschieden wurde er in der 90.+7 Minute für den Brasilianer Thiago eingewechselt. Am Ende der Saison 2024 feierte er die Meisterschaft und stieg in die erste Liga auf.

## Erfolge
Shimizu S-Pulse
- Japanischer Zweitligameister: 2024